# Щось глибоко приховане
Щось глибоко приховане: Квантові світи й походження простору-часу (англ. Something Deeply Hidden: Quantum Worlds and the Emergence of Spacetime) — науково-популярна книга американського фізика-теоретика Шона Керролла, присвячена квантовій механіці, особливо її багатосвітовій інтерпретації. Це п'ята книга Керролла, випущена 10 вересня 2019 року видавництвом Dutton.

## Зміст
У книзі Керрол досліджує причини, чому люди неправильно розуміють квантову механіку. Він виступає за багатосвітову інтерпретацію й критикує копенгагенську інтерпретацію квантової механіки.

## Відгуки
Рецензії в Publishers Weekly та Kirkus були загалом позитивними, хоча Kirkus зазначив, що «уникання математики» Керролла могло бути дещо шкідливим при обговоренні тем, для яких «може бути корисним хоча б трохи математики», зауваживши: «Читачі, які пам'ятають фізику першого курсу університету, будуть заінтриговані; решта матимуть труднощі». Фізик і письменник Адам Френк у своїй рецензії для National Public Radio написав, що зрештою він не знайшов аргументи Керролла переконливими (сам Френк схиляється до квантового баєсіанізму), але теза Керролла була «ретельно аргументована», а його представлення альтернативних поглядів є справедливим. Пишучи в Physics Today, Метью Лейфер був більш критичним, сказавши, що «альтернативи [багатьом світам] не такі безнадійні, як їх представляє Керролл», і що Керрол розглядає теорему Белла надто поверхнево.
Науковий письменник Джим Беґґот розкритикував книгу та багатосвітову інтерпретацію загалом як «постемпіричну науку». Книгу також рецензували науковий письменник Філіп Болл і фізики Чад Орзел і Сабіна Госсенфельдер.